# Liernolles
Liernolles – miejscowość i gmina we Francji, w regionie Owernia-Rodan-Alpy, w departamencie Allier.

## Demografia
Według danych na rok 1990 gminę zamieszkiwało 309 osób, a gęstość zaludnienia wynosiła 8 osób/km². W styczniu 2015 r. Liernolles zamieszkiwały 222 osoby, przy gęstości zaludnienia wynoszącej 5,7 osób/km².